# كوستا كايسيب
كوستا خايسيب (بالإنجليزية: Costa Khaiseb)‏ (مواليد 23 نوفمبر 1980 في ويندهوك) لاعب كرة قدم ناميبي دولي يجيد اللعب في خط الهجوم . يلعب لصالح نادي رامبلرز الناميبي .

## روابط خارجية
- كوستا كايسيب على موقع الاتحاد الدولي (مؤرشف)  (الإنجليزية)
- كوستا كايسيب على موقع قاعدة بيانات كرة القدم.إي يو (الإنجليزية)
- كوستا كايسيب على موقع ناشيونال فوتبول تيمز (الإنجليزية)
- كوستا كايسيب على موقع كووورة